# Partido Unidad Federalista
Partido Unidad Federalista (Federalist Unity Party) er et højreorienteret politisk parti, der er aktivt i Buenos Aires provinsen i Argentina, hvor det opstiller ved lokalvalg. Partiets formand er den tidligere politichef Luis Patti, der er under anklage for at medvirke til tortur under den sidste diktator, hvor han var borgmester i Escobar. [kilde mangler]
Ved det seneste valg til provinsparlamentet, blev Patti valgt sammen med en mere fra partiet. Efter en afstemning i parlamentet blev Patti dog ikke dømt værdig til at være medlem.
| Politisk parti | Spire Denne artikel om et politisk parti eller gruppe er en spire som bør udbygges. Du er velkommen til at hjælpe Wikipedia ved at udvide den. |